# Лазець (Церкно)
Лазець (словен. Lazec) — село над правим берегом р. Ідрійца в общині Церкно, Регіон Горішка, Словенія. Висота над рівнем моря: 566.5 м. 